# بدو چاقالو بدو
بدو چاقالو بدو (انگلیسی: Run Fatboy Run) فیلمی در ژانر کمدی رمانتیک به کارگردانی دیوید شویمر است که در سال ۲۰۰۷ منتشر شد.

## خلاصه فیلم
دنیس مردی بی‌سواد و کمی چاق است، که نامزدش، لیبی را پنج سال پیش ترک کرده. اکنون دنیس سعی دارد دوباره پیش نامزد سابقش برگردد. او که می‌فهمد لیبی با مرد خوشتیپ جدیدی آشنا شده است، تصمیم می‌گیرد خودی نشان دهد و از این رو برای کوچک کردن شکمش، خود را برای دوی ماراتون آماده می‌کند…

## بازیگران
- سایمون پگ
- تندی نیوتون
- هانک آزاریا
- دیلن مورن
- دیوید ویلیامز
- دنیس لوئیس
- ایو گلدبرگ
- روت شین
- هیزل داگلاس
- ایندیا د بوفور